# Rába H22
A Rába H22 a Rába Járműipari Holding által gyártott nagy teherbírású terepjáró tehergépkocsi, melynek fejlesztését az 1990-es évek közepén kezdték el a MAN katonai gépjárművei alapján, melynek emiatt számos alkatrésze MAN gyártmány. A kéttengelyes H14-es és a háromtengelyes H18-as típus után a H22-es már négy tengellyel rendelkezik. A gépjármű korszerűsítése folyamatos, mely a NATO és a legszigorúbb környezetvédelmi normáknak is eleget tesz.

## Története
A jármű 1994-ben mutatkozott be a Rába Magyar Vagon- és Gépgyár "H" sorozatú katonai rendeltetésű járműcsalád legnagyobb teherbírású tagjaként. A fejlesztés a Haditechnikai Intézet irányításával és közreműködésével történt. A billenthető 1+2 személyes  fülke a sajtolt U profilokból összeállított létraalváz elején kapott helyet. A fülke frontkormányos és osztott szélvédővel, állítható ülésekkel, valamint fűtő- szellőző berendezéssel látták el. Az alkalmazott kormány állítható magasságú és dőlésszögű. A kormánygép golyósoros, amely hidraulikus működtetésű szervoberendezéssel rendelkezik. A fülke tetején felnyitható búvónyílás alakítottak ki, amelynek külső peremére géppuskaállvány rögzíthető. A fülke kézi működtetésű hidraulikus szerkezet segítségével billenthető előre, így a szabaddá váló motoron könnyen végrehajthatók a szükséges karbantartási, beállítási, javítási munkák. A fülke külső hátfalára málházták a pótkereket, amely a leengedhető pótkeréktartóban foglal helyet. Mögötte a motor, majd a rakfelület helyezkedik el. A motor turbófeltöltős hűtőrendszere zárt. A motor és a fülke is a MAN terméke. A járművet kipufogófékkel gyártják. A merev hidakat laprugók kapcsolják az alvázhoz, hidraulikus lengéscsillapítóval. A sebességváltómű teljesen szinkronizált, az osztómű zárható differenciálművel van ellátva. Kerekek közti differenciálzárral is rendelkezik. Csörlője hidrosztatikus meghajtású. Keréknyomása menet közben változtatható. Különböző felépítményes változatait is gyártják, megoldották a PLS rendszer alkalmazását is.
A különböző felépítmények rendeltetése szerint a járóképes alváz bázisán kialakítható:
- platós jármű;
- konténerszállító jármű;
- műszaki mentő-vontató;
- nyerges vontató;
- üzemanyag-szállító;
- vízszállító;
- tűzoltó;
- fegyverhordozó;
- magasabb szintű vezetési pont;
- lokátorállomás

## Technikai adatok
- Össztömeg: 22 000 kg
- Saját tömeg: 10 400 kg
- Szállítható tömeg: 11 600 kg
- Hosszúság: 8840 mm
- Szélesség: 2490 mm
- Magasság: 3034 mm
- Kerékképlet: 8×8
- Hasmagasság: 395 mm
- Terepszög elöl/hátul: 40°/35°
- Minimális fordulókörsugár: 12,5 m
- Nyomtáv elöl/hátul: 2086 mm
- Max. sebesség műúton: 100 km/h
- Üzemanyagtartály térfogata: 400 l
- Hatótáv műúton: 1110 km
- Lejtőmászó képesség: 30°
- Tengelykapcsoló: egytárcsás, száraz, hidraulikus működtetés, pneumatikus rásegítés
- Alkalmazott sebességváltó: 16+2 (8+1 fokozat országúti, 8+1 fokozat terep)
- Motor: MAN D2866 LF 05 (EURO 1-es), vízhűtéses, turbófeltöltős, soros hathengeres
- Teljesítmény: 272kW, 370LE
- Gyártó vállalat: Rába Magyar Vagon- és Gépgyár

## Rába H22 tehergépkocsik a Magyar Honvédségnél
A Rába H22 típust a Magyar Honvédség is rendszeresítette többek között darus cserélőrakodó illetve multiliftes konténerszállító kivitelben. A rendszeresített példányszámáról konkrét adatot nem lehet nyilvános forrásokban fellelni.

## Külső hivatkozások
- A járművet gyártó Rába Magyar Vagon- és Gépgyár honlapja